# Свиноводство в Никарагуа
Свиноводство является одной из отраслей сельского хозяйства Никарагуа.

## История
Развитие свиноводства в регионе началось, когда он являлся колонией Испании.
В 1950-х годах Никарагуа являлась слаборазвитой аграрной страной, экономика которой специализировалась на выращивании на экспорт кофе и бананов, а главными продовольственными культурами являлись кукуруза, бобы, рис и овощи. Основой животноводства являлось скотоводство, также здесь разводили свиней, овец, коз и лошадей.
В первой половине 1960-х годов животноводство носило экстенсивный характер. В начале 1960-х годов в стране насчитывалось около 0,5 млн свиней, ежегодный забой составлял около 150 тыс. свиней. Часть мяса экспортировалась, поэтому среднедушевое потребление мяса в стране было очень низким и не превышало 15 кг в год. Кожевенное сырьё, получаемое при забое домашнего скота, использовалось в основном на внутреннем рынке и почти не экспортировалось. В дальнейшем, количество свиней сократилось - в 1963 году в стране насчитывалось 0,3 млн свиней, в 1965 году - 375 тыс. свиней.
В 1968 году в стране насчитывалось 525 тыс. свиней.
В 1969 году в стране насчитывалось 550 тыс. свиней и было произведено 15 тыс. тонн свинины.
По состоянию на начало 1970-х годов, Никарагуа оставалась экономически отсталой аграрной страной, специализировавшейся в основном на производстве экспортных сельскохозяйственных культур (кофе, бананы и хлопок) со слаборазвитой промышленностью. Основными продовольственными культурами по-прежнему оставались кукуруза, фасоль и рис. Главной отраслью животноводства являлось скотоводство, второй по значимости - свиноводство. В 1970 году в стране насчитывалось 567 тыс. свиней, в 1972 году - 645 тыс. свиней. В 1975 году в стране было произведено 10 тыс. тонн свинины.
После победы Сандинистской революции 19 июня 1979 года правительство страны приняло закон о национализации собственности семейства Сомоса, и к 16 октября 1979 года все принадлежавшие семейству Сомоса плантации были национализированы, часть земель была сразу же передана крестьянам, тем самым снизив «земельный голод» в стране. В том же 1979 году был создан институт аграрной реформы (INRA) и началась подготовка к проведению аграрной реформы.
В июле 1981 года был принят закон о проведении аграрной реформы (декрет № 782 от 19 июля 1981 года), о экспроприации плохо используемых или пустующих земельных участков площадью свыше 350 га на Тихоокеанском побережье и свыше 1000 га — в иных районах страны. В сентябре 1981 года был принят закон о сельскохозяйственных кооперативах.
В дальнейшем, в условиях организованной США экономической блокады и начавшихся боевых действий против «контрас» положение в экономике осложнилось. С целью обеспечения независимости Никарагуа от импорта продовольствия при помощи СССР, Кубы и других социалистических стран в 1980-е годы началась диверсификация сельского хозяйства.
По состоянию на 1983 год, главной отраслью животноводства являлось скотоводство, второй по значимости - свиноводство. В 1983 году в стране насчитывалось 520 тыс. свиней.
В 1985 году и в 1986 году в стране насчитывалось свыше 500 тыс. свиней.
25 февраля 1990 года президентом страны стала Виолета Барриос де Чаморро, при поддержке США начавшая политику неолиберальных реформ, в результате которых в стране начался экономический кризис. К началу 2000-х годов ситуация в экономике стабилизировалась. Никарагуа вновь превратилась в аграрную страну, основой экономики которой стало сельское хозяйство.
В 2008 году главной отраслью животноводства оставалось мясное пастбищное скотоводство, свиноводство имело второстепенное значение (в 2008 году производство свинины составило 7,1 тыс. тонн).
После начала эпидемии "свиного гриппа" весной 2009 года импорт в РФ свинины из Гватемалы, Гондураса, Доминиканской Республики, Колумбии, Коста-Рики, Кубы, Никарагуа, Панамы, Сальвадора, Мексики и трёх штатов США был запрещён.
В 2022 году была принята государственная программа продовольственного обеспечения, предусматривавшая мероприятия по развитию свиноводства. В августе 2022 года в департаменте Леон был открыт центр свиноводства (который находится в ведении университета в Леоне).

## Современное состояние

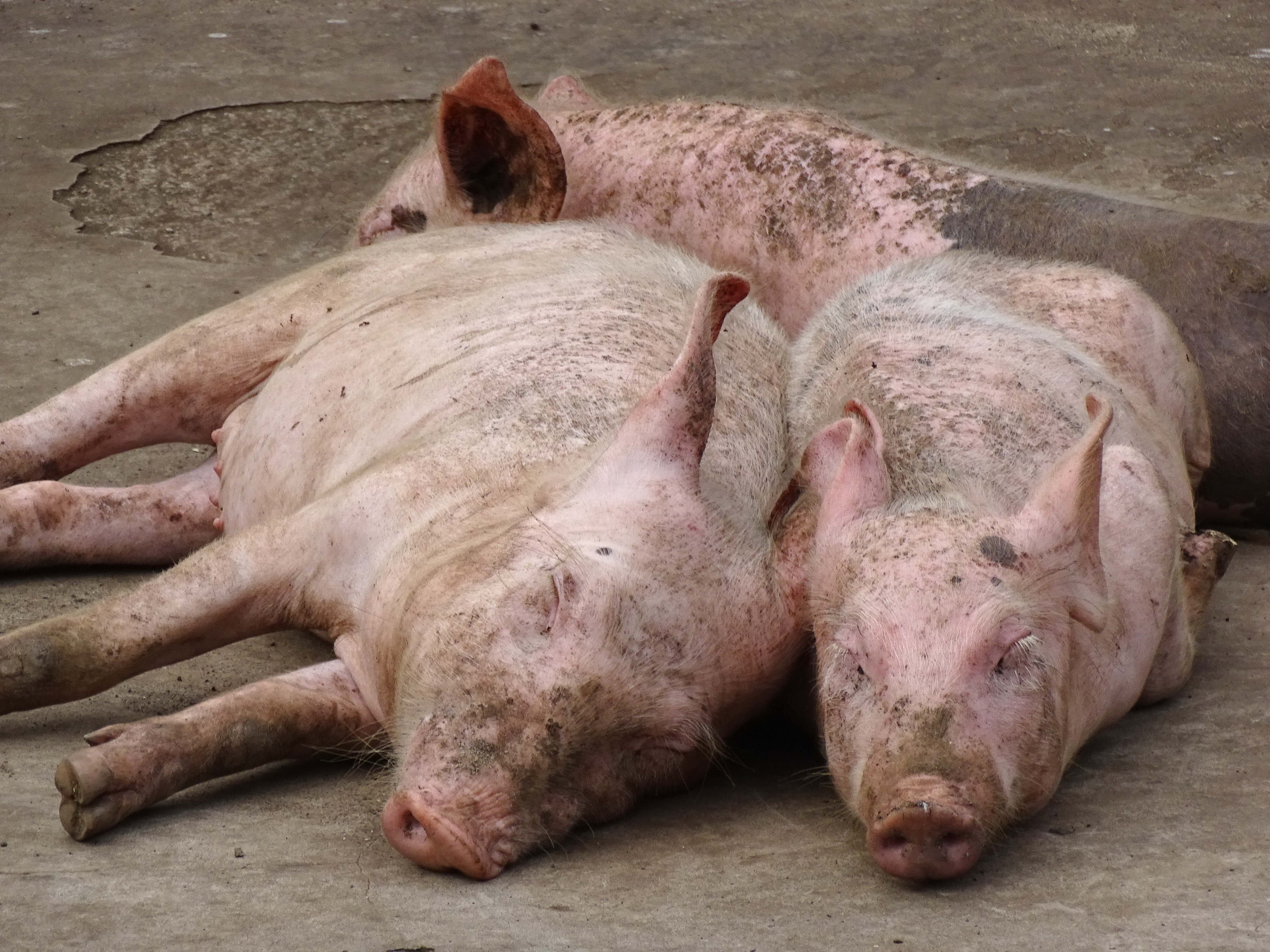
спящие свиньи в селении на острове Ометепе (19 декабря 2016)

В стране действует ассоциация свиноводов (CANIPOR).
Свинина входит в некоторые блюда никарагуанской кухни.